# Siegfried Steiner
Siegfried Steiner (* 3. Oktober 1940 in Klagenfurt; † 15. März 2013 ebenda) war ein österreichischer Sparkassenangestellter und Käfersammler.
Siegfried Steiner besuchte die Pflichtschule in Klagenfurt und begann anschließend bei der Kärntner Sparkasse zu arbeiten. Von 1970 bis 1996 war er dort Abteilungsleiter für den inländischen Zahlungsverkehr, auch saß er im Aufsichtsrat der Kärntner Sparkasse.
Seit seiner Jugend war er begeisterter Käfersammler und interessierte sich insbesondere für Bockkäfer, zu denen er auch einige Aufsätze publizierte. Seine umfassende Sammlung übergab er an das Landesmuseum Kärnten in Klagenfurt.